# Мине-Бег

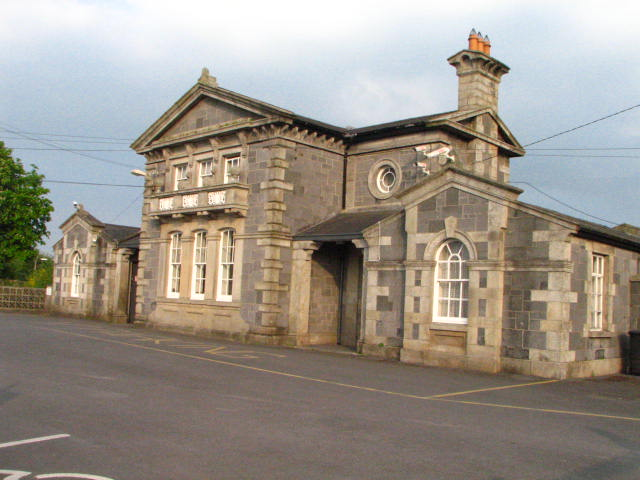
Местная железнодорожная станция

Мине-Бег (Муим-Баг; англ. Muine Bheag (Мыне-Вяг), также Bagenalstown, Muinebeag, Moneybeg; ирл. Muine Bheag, «маленькая чаща») — (малый) город в Ирландии, находится в графстве Карлоу (провинция Ленстер).
В двух километрах от города находится замок Баллимун, датируемый приблизительно XIII веком, немного дальше находится замок Баллилоган XIV столетия.
Местная железнодорожная станция была открыта 24 июля 1848 года и закрыта для товароперевозок 6 сентября 1976 года.

## Демография
Население — 2735 человек (по переписи 2006 года). В 2002 году население составляло 2728 человек. При этом, население внутри городской черты (legal area) было 2532, население пригородов (environs) — 203.
Данные переписи 2006 года:
| Общие демографические показатели |               |                               |                               |      |      |
| Всё население                    | Всё население | Изменения населения 2002—2006 | Изменения населения 2002—2006 | 2006 | 2006 |
| 2002                             | 2006          | чел.                          | %                             | муж. | жен. |
| 2728                             | 2735          | 7                             | 0,3                           | 1426 | 1309 |

В нижеприводимых таблицах сумма всех ответов (столбец «сумма»), как правило, меньше общего населения населённого пункта (столбец «2006»).
| Религия (Тема 2 — 5 : Число людей по религиям, 2006) |             |                |             |            |       |      |
| Католики, чел.                                       | Католики, % | Другая религия | Без религии | не указано | сумма | 2006 |
| 2554                                                 | 93,4        | 110            | 45          | 26         | 2735  | 2735 |

| Этно-расовый состав (Этничность. Тема 2 — 3 : Постоянное население по этническому или культурному происхождению, 2006) |            |              |       |        |        |            |       |       |
| Белые ирландцы | Лухт-шулта | Другие белые | Негры | Азиаты | Другие | Не указано | сумма | 2006  |
| 2477 | 0          | 197          | 0     | 8      | 7      | 26         | 2715  | 2735  |
| Доля от всех отвечавших на вопрос, %                                                                                   |            |              |       |        |        |            |       |       |
| 91,2 | 0,0        | 7,3          | 0,0   | 0,3    | 0,3    | 1,0        | 100   | 99,31 |

1 — доля отвечавших на вопрос о языке от всего населения.
| Владение ирландским языком (Тема 3 — 1 : Число людей от 3 лет и старше по способности говорить по-ирландски, 2006) |      |            |       |       |
| Владеете ли Вы ирландским языком?                                                                                  |      |            |       |       |
| Да | Нет  | Не указано | сумма | 2006  |
| 900 | 1692 | 46         | 2638  | 2735  |
| Доля от всех отвечавших на вопрос о языке, %                                                                       |      |            |       |       |
| 34,1 | 64,1 | 1,7        | 100   | 96,51 |

1 — доля отвечавших на вопрос о языке от всего населения.
| Использование ирландского языка (Тема 3 — 2 : Говорящие по-ирландски от 3 лет и старше по частоте использования ирландского языка, 2006) |                                                            |                                               |                                               |                                               |                                               |                                               |       |                                     |      |
| Как часто и где Вы говорите по-ирландски?                                                                                                |                                                            |                                               |                                               |                                               |                                               |                                               |       |                                     |      |
| ежедневно, только в образовательных учреждениях                                                                                          | ежедневно, как в образовательных учреждениях, так и вне их | в других местах (вне образовательной системы) | в других местах (вне образовательной системы) | в других местах (вне образовательной системы) | в других местах (вне образовательной системы) | в других местах (вне образовательной системы) | сумма | всего, отвечавших на вопрос о языке | 2006 |
| ежедневно, только в образовательных учреждениях                                                                                          | ежедневно, как в образовательных учреждениях, так и вне их | ежедневно                                     | каждую неделю                                 | реже                                          | никогда                                       | не указано                                    | сумма | всего, отвечавших на вопрос о языке | 2006 |
| 269 | 19                                                         | 9                                             | 42                                            | 303                                           | 248                                           | 10                                            | 900   | 2638                                | 2735 |
| Доля от всех отвечавших на вопрос о языке, %                                                                                             |                                                            |                                               |                                               |                                               |                                               |                                               |       |                                     |      |
| 10,2 | 0,7                                                        | 0,3                                           | 1,6                                           | 11,5                                          | 9,4                                           | 0,4                                           | 34,1  | 100                                 |      |

| Типы частных жилищ (Тема 6 — 1(a) : Число частных домовладений по типу размещения, 2006) |          |         |                 |            |       |      |
| Отдельный дом                                                                            | Квартира | Комната | Переносные дома | не указано | сумма | 2006 |
| 883                                                                                      | 54       | 4       | 5               | 16         | 962   | 2735 |